# Гішин
Гі́шин — село в Україні, у Ковельській міській громаді Ковельського району Волинської області. Населення становить 380 осіб.

## Географія
Селом протікає річка Турія.

На схід від села розташований ландшафтний заказник місцевого значення «Прирічний».

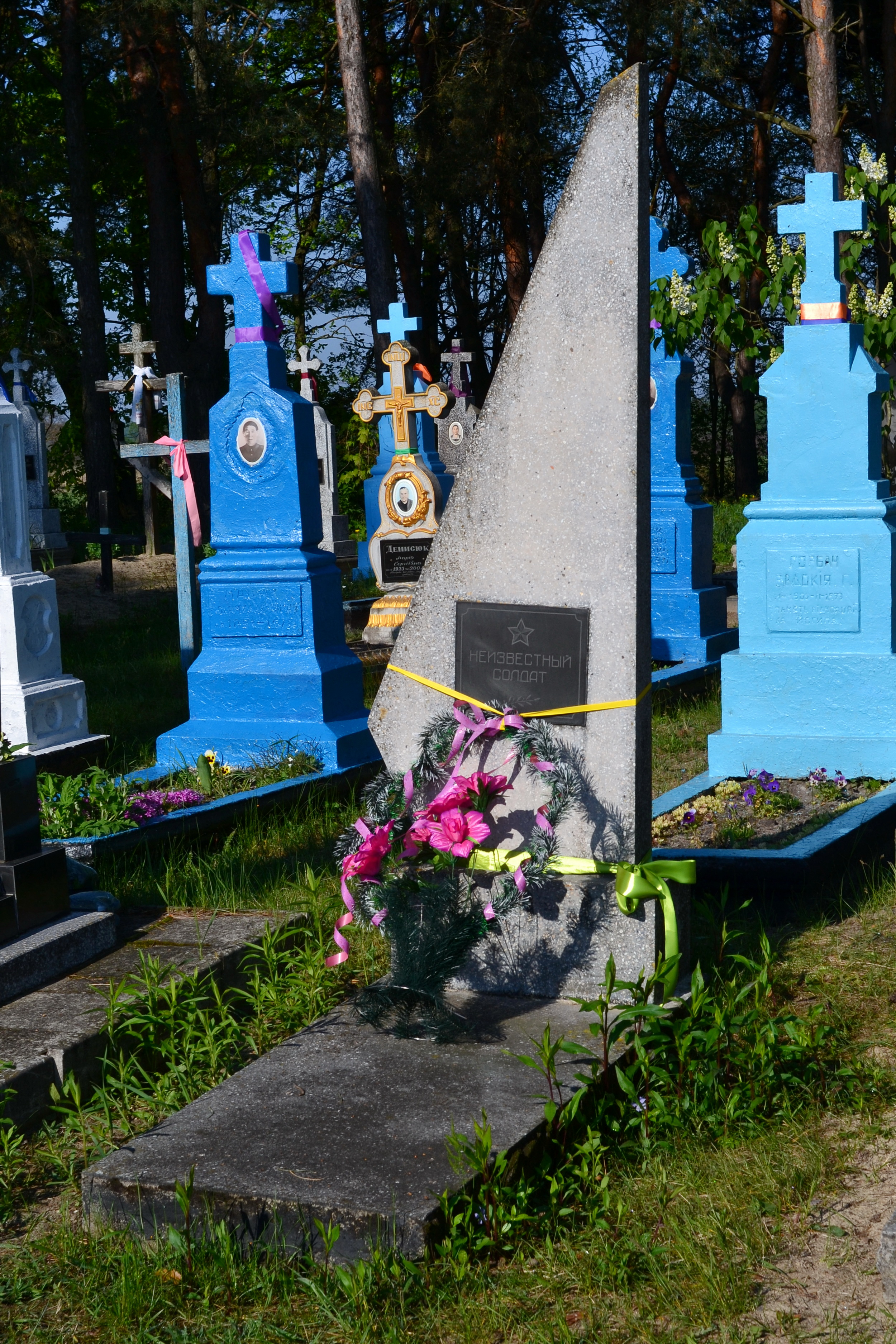
Могила невідомих радянських воїнів (на кладовищі)

## Історія
У 1906 році село Гушин Несухоїзької волості Ковельського повіту Волинської губернії. Відстань від повітового міста 12 верст, від волості 10. Дворів 62, мешканців 519.

## Пам'ятка архітектури
В селі знаходиться пам'ятка архітектури національного значення — збудована у 1567 році церква святого великомученика Димитрія Солунського (охоронний номер № 1029), яка є найдавнішою пам'яткою дерев'яної архітектури Волині.

## Населення
Згідно з переписом УРСР 1989 року чисельність наявного населення села становила 364 особи, з яких 171 чоловік та 193 жінки.
За переписом населення України 2001 року в селі мешкала 381 особа.

### Мова
Розподіл населення за рідною мовою за даними перепису 2001 року:
| Мова       | Чисельність | Відсоток |
| ---------- | ----------- | -------- |
| українська | 379         | 99,74%   |
| російська  | 1           | 0,26%    |
| Усього     | 380         | 100%     |